# Casino Royale (2006)
Casino Royale (bra: 007 - Cassino Royale; prt: 007 - Casino Royale) é um filme britano-estadunidense de 2006, dirigido pelo neozelandês Martin Campbell, baseado no livro homônimo de Ian Fleming.
Trata-se do 21.º filme da franquia cinematográfica de James Bond e o primeiro com Daniel Craig no papel do agente 007; também é a terceira adaptação de Casino Royale (a primeira versão estreou em 1954, e a segunda, em 1967).
A trama aborda o início de James Bond como espião secreto, logo após haver conseguido sua licença para matar. Depois de evitar um ataque terrorista no Aeroporto Internacional de Miami, Bond se interessa por Vesper Lynd, uma agente do Her Majesty's Treasury, que foi designada para proporcionar a ele os fundos monetários necessários para frustrar um torneio de pôquer de altas apostas, organizado pelo Le Chiffre. A história continua em Quantum of Solace e é explicada em SPECTRE que encadeia todos os eventos.
Neal Purvis, Robert Wade e Paul Haggis fizeram o roteiro, sendo que o último encarregou-se de reescrever o clímax do filme. O elenco principal é formado por Daniel Craig, Eva Green, Mads Mikkelsen, Judi Dench, Jeffrey Wright e Giancarlo Giannini. No início de 2005, após o encerramento da produção de Die Another Day, Pierce Brosnan anunciou que não retornaria para interpretar o personagem porque, até então, tinha 50 anos de idade, razão pela qual os produtores queriam o substituir por um ator mais jovem. Segundo Campbell, o único ator seriamente considerado para assumir o papel de protagonista era Henry Cavill, no entanto foi considerado muito jovem para interpretar o agente 007. Finalmente, depois de vários meses, foi revelado que Craig seria o novo Bond na franquia. Contudo, a decisão de cessar Brosnan como James Bond originou uma agitada polêmica em torno da eleição de Craig por parte dos seguidores da série, que tentaram boicotar a produção de Casino Royale, em sinal de protesto. Apesar disto, depois de sua estreia, que teve lugar em 16 de novembro de 2006, a crítica especializada aclamou o filme, particularmente a atuação de Craig.
Casino Royale estreou na Odeon Leicester Square em 14 de Novembro de 2006. Diferente das produções anteriores, a adaptação de Casino Royale de 2006 é a única da EON Productions sobre um livro de Fleming, e funciona de maneira como um reinício da franquia, já que estabeleceu uma nova cronologia e estrutura narrativa que não pretende ser precedido por qualquer outro filme. Isto não só fez com que, pela primeira vez em mais de quatro décadas de continuidade, a série poderia ter uma nova abordagem, mas também permitiu que se projetasse um Bond menos experiente e mais vulnerável. EON produziu Casino Royale para Metro-Goldwyn-Mayer e Columbia Pictures, e tornou-se o primeiro filme co-produzido pela Columbia, produtora que originalmente distribuiu a versão não-canônica de 1967. Arrecadou um total de $ 599 045 960 milhões de dólares americanos em todo o mundo.

## Enredo
Na sequência de abertura, James Bond está em uma missão que, se for completada com sucesso, vai o qualificar para ser um agente 00. Ele vai para Praga e mata um chefe de seção do MI6, Dryden, que vazou uma informação confidencial, e seu aliado, Fisher. Em outro lugar, um homem chamado apenas de Sr. White serve como intermediário apresentando o banqueiro Le Chiffre a um grupo terrorista que procura um paraíso fiscal para guardar seu dinheiro. Le Chiffre garante que não há riscos para o dinheiro, porém seus investimentos envolvem um risco considerável: ele vende a descoberto ações em companhias de sucesso e depois cria um ataque terrorista para afundar os preços das ações.
M, chefe do MI6, manda Bond em sua primeira missão como 007 para Madagascar, com o objetivo de perseguir um fabricante de bombas profissional chamado Mollaka. Depois de uma perseguição free running até a embaixada de Nanbuto, Bond mata Mollaka e explode parte do prédio para escapar. Ele obtém o celular de Mollaka e descobre que ele recebeu telefonemas de Alex Dimitrios, um associado de Le Chiffre, que mora nas Bahamas. Bond viaja até Nassau e seduz a esposa de Dimitrios, Solange. Enquanto atendia um telefonema, Solange revela que seu marido está indo para Miami. Bond vai embora para persegui-lo. Em Miami, 007 mata Dimitrios e depois segue o capanga de Le Chiffre, Carlos, até o Aeroporto Internacional de Miami. Lá, Bond frustra o plano de Le Chiffre de destruir o protótipo de avião desenvolvido pela Skyfleet (trata-se de um Boeing 747 modificado) ao conseguir prender a bomba em Carlos, deixando o banqueiro com uma enorme perda.
Agora sob pressão para recuperar o dinheiro de seus clientes, Le Chiffre arruma um torneio de poquer de alto risco no Cassino Royale em Montenegro. Esperando que uma derrota forçaria Le Chiffre a ajudar o governo britânico em troca de proteção contra seus clientes, o MI6 coloca Bond no torneio. Ele se encontra com René Mathis, seu aliado em Montenegro, e com Vesper Lynd, agente do Tesouro que é enviada cuidar dos 10 milhões de dólares necessários para comprar as fichas. Após um tempo depois do início do torneio, Bond perde todo o seu dinheiro. Vesper diz que seria um desperdício de dinheiro continuar a financiar Bond e se recusa a dar os 5 milhões de dólares necessários para ele comprar mais fichas e continuar jogando.
Perturbado por sua derrota, Bond resolve assassinar Le Chiffre. Antes que ele faça o que estava planejando, o agente da CIA Felix Leiter, que também estava jogando no torneio, intervem e se oferece para financiar Bond em troca da custódia de Le Chiffre. De volta ao jogo, Bond começa a acumular fichas. Le Chiffre e seus associados tentam matar Bond envenenando sua bebida, porém ele sobrevive e vence o torneio. Pouco tempo depois, Le Chiffre sequestra Vesper e a usa para atrair Bond para uma quase fatal perseguição de carros, que termina com sua captura. Le Chiffre tortura Bond para ter acesso aos códigos para os ganhos do torneio. Quando se torna claro que Bond não vai cooperar, Le Chiffre avança para castrá-lo, dizendo a Bond que ele ainda vai receber proteção dos britânicos pela informação que ele possui sobre seus empregadores, mesmo se Bond e Vesper forem mortos. O Sr. White entra na sala e mata Le Chiffre e seus associados, aparentemente depois de ter ouvido Le Chiffre admitir que ele trairia White e sua organização. Bond e Vesper são deixados vivos.
Bond acorda em um hospital no Lago de Como, e ordena que Mathis, que tinha revelado ser um agente duplo, seja preso. Bond admite que ele está apaixonado por Vesper e promete deixar o serviço secreto antes que esse tire toda sua humanidade. Ele envia sua carta de demissão para M e vai para umas férias românticas com Vesper em Veneza. Porém, logo, Bond descobre que seus ganhos no poquer não foram depositados na conta do Tesouro. Percebendo que Vesper havia roubado o dinheiro, ele a persegue e também persegue membros de uma organização que ela estava trabalhando até um prédio em obras. Após matar os inimigos dentro e fora do prédio, Bond encontra Vesper presa no elevador. Se desculpando pela traição, ela se tranca dentro do elevador e mergulha na água. Bond tenta resgatá-la, porém ela se afoga antes que ele chegasse a ela. Sr. White, observando de uma varanda, vai embora com o dinheiro.
Bond, se sentindo traído, descobre de M que Vesper tinha um namorado franco-argelino que foi sequestrado pela organização por trás de Le Chiffre e Sr. White e que ela havia concordado em entregar o dinheiro se Bond fosse deixado vivo. Ele descobre o nome e o número de White no celular de Vesper. White, chegando em uma grande casa perto do Lago de Como, recebe um telefonema e pede que o homem do outro lado da linha se identifique. Enquanto Sr. White termina de fazer a pergunta sobre a identidade do homem, ele é atingido na perna por um tiro. Enquanto ele se rasteja até a casa, Bond aparece, com uma arma em uma mão e um celular na outra, e responde: "Meu nome é Bond, James Bond".

## Elenco
Na ordem dos créditos:
- Daniel Craig como James Bond: um agente britânico que, depois de receber sua atribuição como 007, é enviado a uma missão onde deve deter um fabricante de bombas em Madagascar. Ao descobrir o vínculo do terrorista com Le Chiffre, mediante um SMS, Bond se vê na necessidade de vencê-lo em um jogo de pôquer de altas apostas a ser celebrado no Casino Royale.
- Eva Green como Vesper Lynd: a representante do HM Treasury que foi atribuída para supervisionar Bond e financiá-lo no torneio de pôquer.
- Mads Mikkelsen como Le Chiffre: um banqueiro relacionado com vários terroristas a nível mundial. É um gênio matemático e especialista no xadrez, conhecimentos que usa quando está jogando pôquer.
- Judi Dench como M: líder do MI6. Embora sinta que promoveu Bond cedo demais, e se aborrecer com suas decisões, ela atua como uma importante figura materna em sua vida. Dench é o único membro do elenco dos filmes de Brosnan a ficar na nova fase da franquia.
- Jeffrey Wright como Felix Leiter: um agente da CIA que participa do torneio de pôquer enquanto apoia Bond. É o primeiro filme oficial do 007 em que Leiter é interpretado por um ator negro —o único ator negro que previamente havia assumido o mesmo papel era Bernie Casey em Never Say Never Again (1983), filme que EON não produziu.
- Giancarlo Giannini como René Mathis: o contato de Bond em Montenegro.
- Simon Abkarian como Alex Dimitrios: um outro contratante do submundo do terrorismo internacional e um associado de Le Chiffre, radicado nas Bahamas.
- Caterina Murino como Solange Dimitrios: esposa de Dimitrios, que é seduzida por Bond. É assassinada por Le Chiffre devido a ter revelado a Bond, sem qualquer intenção, um de seus planos secretos.
- Ivana Miličević como Valenka: a noiva e capanga de Le Chiffre.
- Isaach De Bankolé como Steven Obanno: um temido líder do Exército de Resistência do Senhor, introduzido a Le Chiffre por intermédio do Sr. White para administrar suas finanças.
- Jesper Christensen como Mr. White: um misterioso membro de uma organização terrorista sem nome, que é na verdade a SPECTRE.
- Sébastien Foucan como Mollaka: um fabricante de bombas que é perseguido por Bond em Madagascar.
- Tobias Menzies como Villiers: o jovem secretário do M no quartel general do MI6.
- Ludger Pistor como Mendel: um banqueiro suíço responsável por todas as transações monetárias durante e após o torneiro de pôquer.
- Claudio Santamaria como Carlos: um terrorista contratado por Le Chiffre para explodir o avião da Skyfleet.
- Clemens Schick como Kratt: o guarda-costas de Le Chiffre que o acompanha para todo o lugar.
- Joseph Millson como Carter: um agente do MI6 que acompanha Bond em Madagascar.
- Immanuel-Roger Abraham como Williams: um agente do MI6 que interroga Bond em Londres.
- Darwin Shaw como Fisher: o contato de Dryden que foi contratado para matar 007 e impedir este de conseguir o direito ao código 00.
- Carlos Leal como diretor do torneio de pôquer: apresenta, dirige e arbitra o torneio de pôquer que é realizado no cassino.

Casino Royale incluiu a participação do empresário britânico Richard Branson (aparece registrando-se no Aeroporto de Miami). No final, se eliminou a cena das versões exibidas nos sistemas de entretenimento de todas as companhias aéreas, devido a ter sido uma gravação feita na companhia aérea Virgin Atlantic Airways.

## Produção

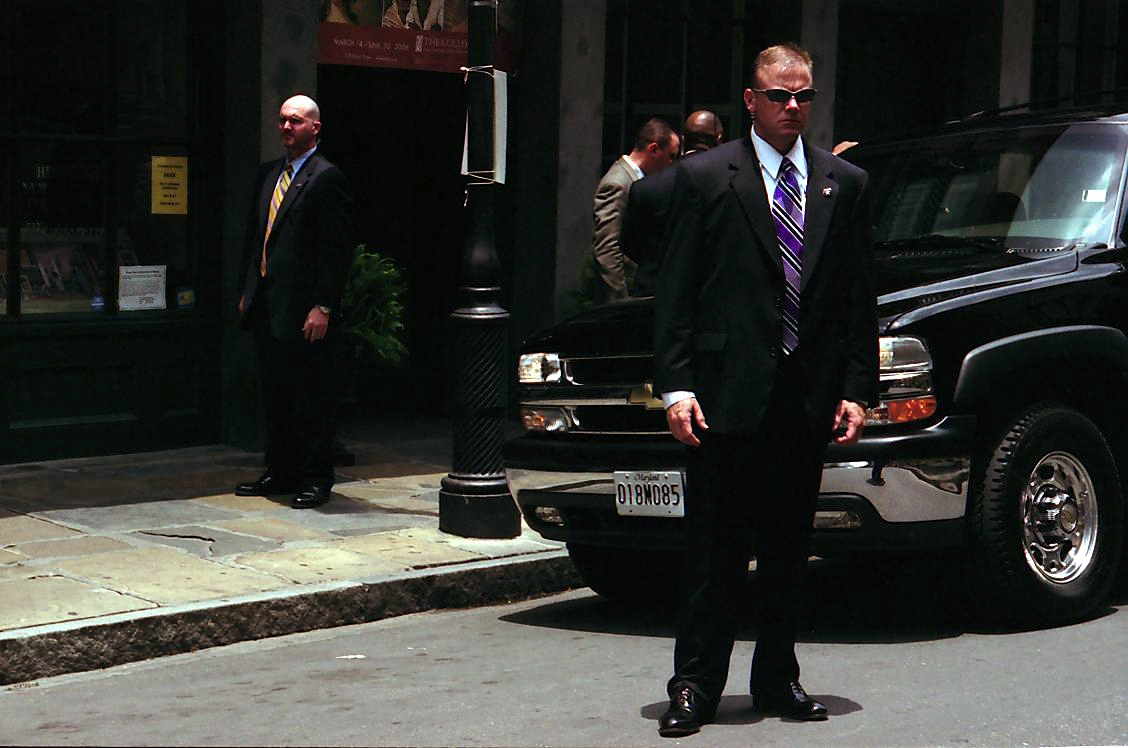
Para a nova adaptação de Casino Royale, pretendia-se imitar fielmente o estilo narrativo do livro homônimo a fim de preservar a visão sombria de Fleming em torno da descrição de Bond como um agente "inexperiente e vulnerável".

A EON Productions conseguiu os direitos para Casino Royale em 1999, depois da Sony Pictures tê-los trocado com a Metro-Goldwyn-Mayer pelos direitos de Spider-Man. Em março de 2004, Neal Purvis e Robert Wade começaram a escrever um roteiro para Pierce Brosnan como Bond, tentando trazer um "sabor" Ian Fleming de volta a série. A maior contribuição de Paul Haggis foi reescrever o clímax do filme. Ele explicou, "o rascunho que estava lá era bem fiel ao livro e havia uma confissão, então no rascunho original a personagem confessava e se matava. Ela enviaria Bond para caçar os vilões; Bond caçaria os vilões até em casa. Eu não sei porque mas eu achei que Vesper tinha de estar na casa que estava afundando e que Bond tinha que querer matá-la e depois tentar salvá-la".
O diretor Quentin Tarantino expressou seu interesse em dirigir uma adaptação do livro Casino Royale, apesar disso ter sido apenas um interesse pessoal e ele não ter falado com a EON. Tarantino também tinha expressado interesse em Casino Royale depois de fazer Pulp Fiction. Ele afirma ter trabalhado nos bastidores com a família de Fleming, e ele acredita que isso foi uma das razões que os cineastas decidiram realizar Casino Royale. Em fevereiro de 2005, Martin Campbell foi anunciado como o diretor do filme. Mais tarde, no mesmo ano, a Sony liderou um consórcio que comprou a MGM, permitindo que ela ganhasse os direitos de distribuição da franquia.
A EON admitiu que eles usaram excessivamente os efeitos criados por computação gráfica nos filmes recentes, particularmente em Die Another Day, e queriam muito realizar as proezas em Casino Royale "no estilo antigo". Mantendo o desejo de mais realismo, Purvis, Wade e Haggis queriam que o roteiro fosse o mais fiel possível ao livro de 1953, mantendo a história sombria de Fleming e a caracterização de Bond.
Casino Royale se tornou o primeiro filme de Bond a tirar seu título de um livro ou de um conto de Ian Fleming desde The Living Daylights em 1987. Também se tornou o primeiro filme de Bond desde o mesmo a não ser adaptado em uma romantização. Ao invés disso, uma nova edição do livro de Fleming foi publicada.

### Escolha do elenco
No momento de ser escolhido para interpretar James Bond, Pierce Brosnan firmou um contrato para três longas, com a opção de uma quarta. Isso foi cumprido com a produção de Die Another Day em 2002. Entretanto, neste estágio, Brosnan estava se aproximando de seu aniversário de 50 anos, e especulações começaram que os produtores estavam procurando um ator mais jovem para substituí-lo. Brosnan anunciou oficialmente que ele estava deixando o papel em fevereiro de 2005. Em certo ponto, o produtor Michael G. Wilson afirmou que uma lista de mais de 200 nomes estavam sendo considerados para o papel. O ator croata, Goran Višnjić, fez testes para o papel no mesmo dia que Craig, porém não foi capaz de dominar o sotaque britânico. De acordo com Martin Campbell, Henry Cavill foi o único ator em séria disputa para o papel, porém com 22 anos, foi considerado muito jovem. Sam Worthington também foi considerado.

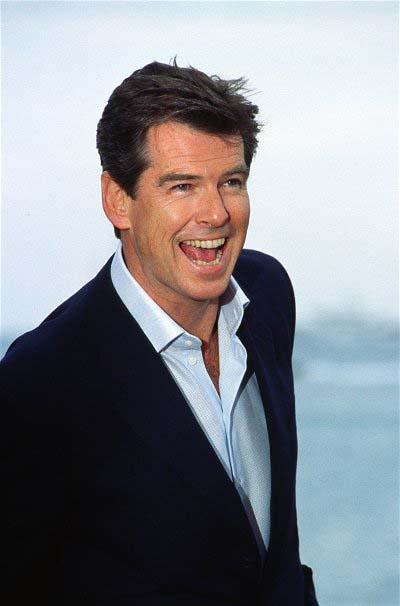
Apesar de ter escrito um projeto focado em Pierce Brosnan como Bond para Casino Royale, os produtores decidiram substituí-lo por um ator mais jovem no filme seguinte. A sua saída da franquia desatou numa intensa controvérsia ao ser anunciado que Daniel Craig seria seu substituto como agente 007.

Em maio de 2005, Daniel Craig anunciou à imprensa que a MGM e os produtores Michael G. Wilson e Barbara Broccoli, tinham-lhe assegurado que ele ficaria com o papel de Bond, e Matthew Vaughn disse aos repórteres que a MGM ofereceu a ele a oportunidade de dirigir. Porém, a EON Productions não havia confirmado nada a respeito da direção e do elenco. Um ano antes, Craig havia recusado a oferta, já que ele pensava que a série tinha caído em uma fórmula; foi apenas após ler o roteiro que ele ficou interessado. Craig leu todos os livros escritos por Fleming para se preparar para o papel. Ele citou os agentes do Mossad e do MI6 que serviram como consultores no filme Munich como inspiração porque, "Bond tinha saído do serviço e ele é um matador […] Você pode ver no seus olhos, você imediatamente: "Oh, olá, ele é um matador. Tem um visual. Estes caras entram em uma sala e bem sutilmente checam os perímetros por uma saída". Esse tipo de coisa que eu queria".
No dia 14 de outubro de 2005 a EON Productions, a Sony Entertainment e a MGM anunciaram em uma coletiva de imprensa em Londres que Daniel Craig seria o sexto ator a interpretar James Bond. No evento Craig apareceu vestido com smoking a bordo de uma lancha da Marinha Real Britânica. Uma grande controvérsia surgiu logo após o anúncio da decisão, muitos duvidaram se os produtores haviam feito a escolha certa. Por todo o período de produção, várias campanhas na internet como danielcraigisnotbond.com expressaram sua insatisfação e ameaçaram boicotar o filme em protesto. Craig, diferente de seus antecessores, não se encaixava, de acordo com os protestantes, na imagem alta, morena, bonita e carismática que o público se acostumou a ver. The Daily Mirror criticou igualmente Craig em sua edição eletrônica com o título "O nome é Sem Graça; James Sem Graça".
A próxima escolha de elenco importante era a da "Bond girl" principal, Vesper Lynd. A diretora de elenco, Debbie McWilliams, admitiu que atrizes famosas, como Angelina Jolie e Charlize Theron, foram "fortemente consideradas" para o papel, e que a atriz belga Cécile de France também fez testes, porém seu sotaque inglês não era muito bom. Audrey Tautou também foi considerada, mas não foi escolhida por causa de seu papel em The Da Vinci Code, que estreou em maio de 2006. Foi anunciado em 16 de fevereiro de 2006 que Eva Green interpretaria o papel.

### Filmagens

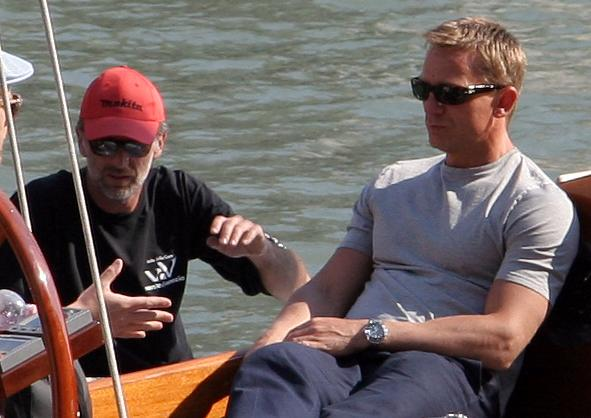
O produtor Michael Wilson e Daniel Craig em Veneza durante as filmagens.

As filmagens de Casino Royale começaram no dia 30 de janeiro de 2006 e terminaram em 21 de julho do mesmo ano. O filme foi filmado principalmente no Barrandov Studios, em Praga, com locações adicionais nas Bahamas, Itália e Reino Unido. As filmagens foram concluídas no Pinewood Studios.
Inicialmente, Michael G. Wilson confirmou que o filme se passaria, ou seria filmado, em Praga e na África do Sul. Entretanto, a EON Productions encontrou problemas para assegurar locações na África do Sul. Depois de nenhuma locação ficar disponível, os produtores tiveram de reconsiderar suas opções. Em setembro de 2005, o diretor Martin Campbell e o diretor de fotografia Phil Meheux estavam procurando locações em Atlantis Paradise Island, nas Bahamas. Em 6 de outubro de 2005, Campbell confirmou que Casino Royale seria filmado nas Bahamas e "talvez na Itália". Além das várias cenas filmadas em locação, ocorreram ensaios em estúdio, incluindo a coreografia e coordenação dos dublês, e a prática de proezas, onde o filme usou vários estúdios, incluindo o tanque de água no histórico Estúdio 007, construído originalmente por Albert Broccoli para as filmagens de The Spy Who Loved Me. Outras filmagens no Reino Unido foram feitas no Aeródromo Dunsfold de Surrey, o pavilhão do cricket em Eton College (embora a cena filmada neste lugar terminaria por ser removida na edição final) e um local de testes de veículos, Millbrook Vehicle Proving, em Bedfordshire.
Depois de Praga, a produção foi para as Bahamas. Várias locações perto das ilhas de New Providence e Paradise Island, foram usadas durante fevereiro e março, particularmente Atlantis Paradise Island. As imagens que se passam em Mbale, Uganda, foram filmadas em Black Park, Buckinghamshire, Country Park, em 4 de julho de 2006. Cenas adicionais ocorreram na Albany House, uma propriedade pertencente ao golfistas Ernie Els e Tiger Woods. A equipe retornou para a República Checa em abril, e continuou lá, filmando em Praga, Planá e Loket; antes de completar na cidade de Karlovy Vary, em maio. Neste último, foi usado um famoso spa de Karlovy Vary, conhecido como Karlsbad, utilizado como locação para o exterior do Cassino Royale com o Grandhotel Pupp servindo como o Hotel Splendide. A principal locação italiana foi Veneza, onde se passa a maior parte do final do filme. Outras cenas da segunda metade do filme foram filmadas no final de maio e início de junho na Villa del Balbianello no Lago de Como. Outras filmagens exteriores ocorreram em outras propriedades ao redor do lago, como Villa la Gaeta, pântano perto da aldeia de Menaggio.
Uma recriação da exibição Body Worlds forneceu um local para uma cena do filme. Várias peças da exibição aparecerem, além de seu criador, o alemão Gunther von Hagens, apesar de apenas seu icônico chapéu ser visível em Casino Royale.
No dia 30 de julho de 2006, um incêndio ocorreu no Estúdio 007. O dano foi significante, porém não teve efeito no lançamento de Casino Royale, já que o incidente ocorreu uma semana após as filmagens terem sido completadas, e os cenários estavam no processo de serem desmanchados. Em 11 de agosto de 2006, Pinewood Studios confirmou que nenhuma tentativa seria feita para salvar os restos do estúdio, ao invés disso, o estúdio seria reconstruído do zero.

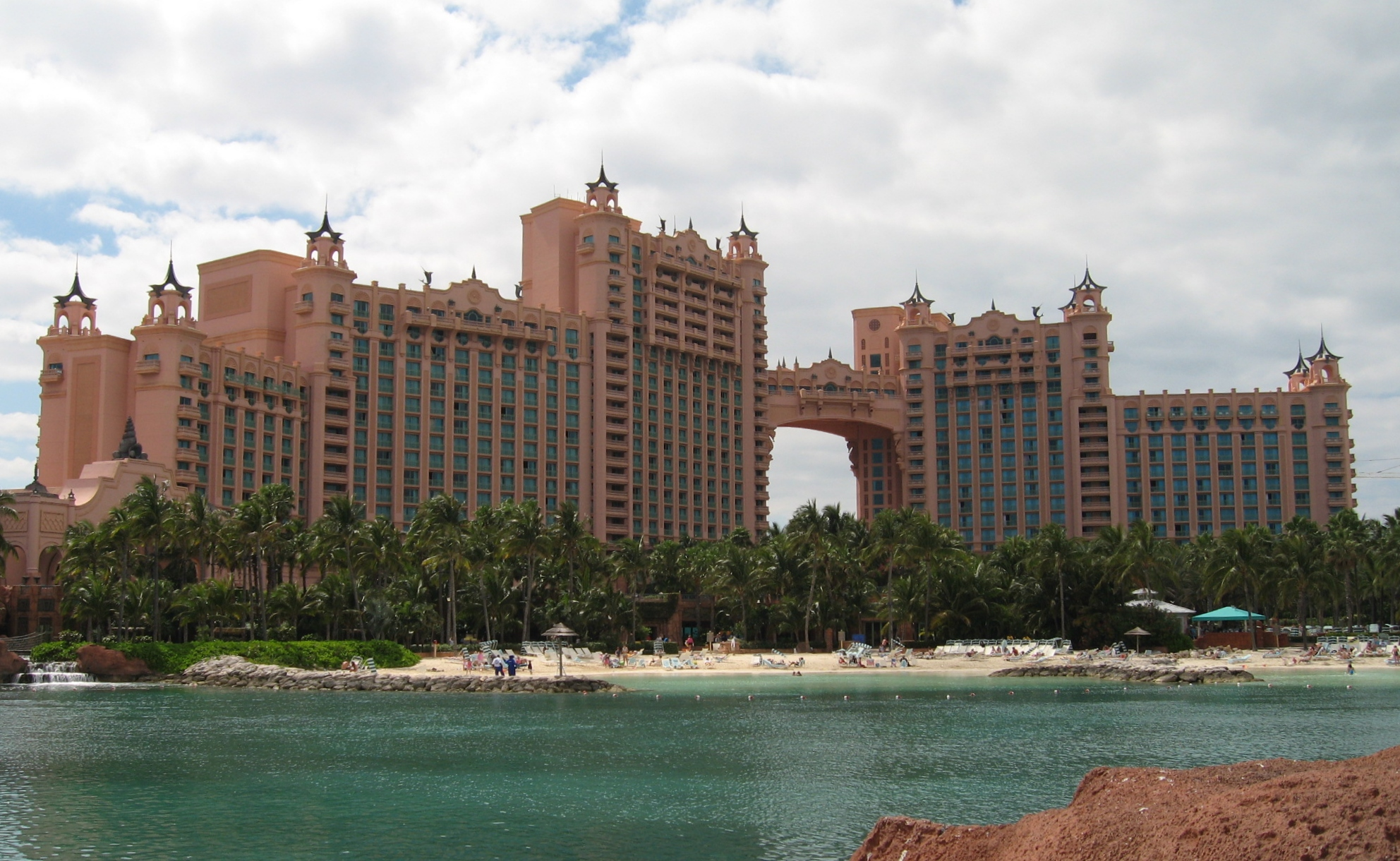
O complexo Atlantis Paradise Island nas Bahamas.
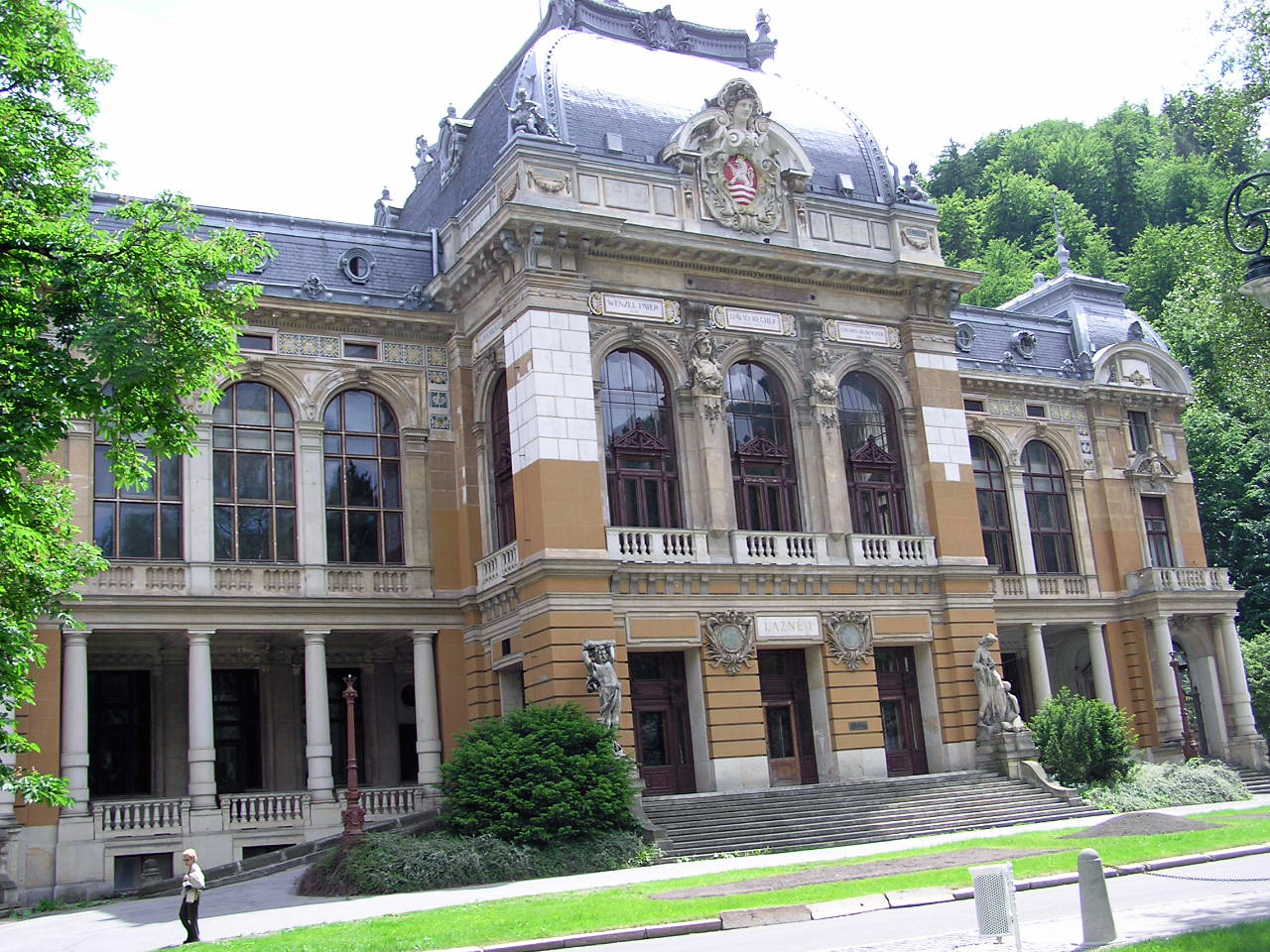
Exterior do Karlovy Vary, na República Checa.
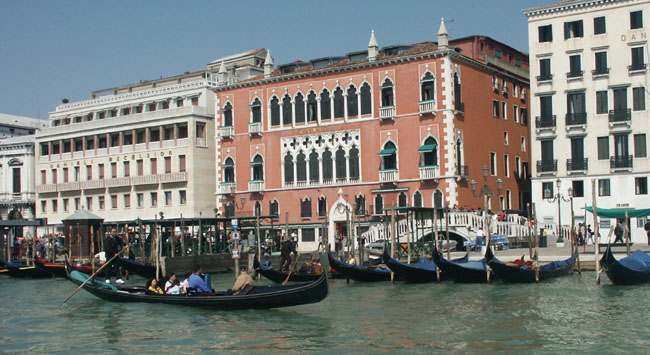
Vista de uma região localizada em Veneza.
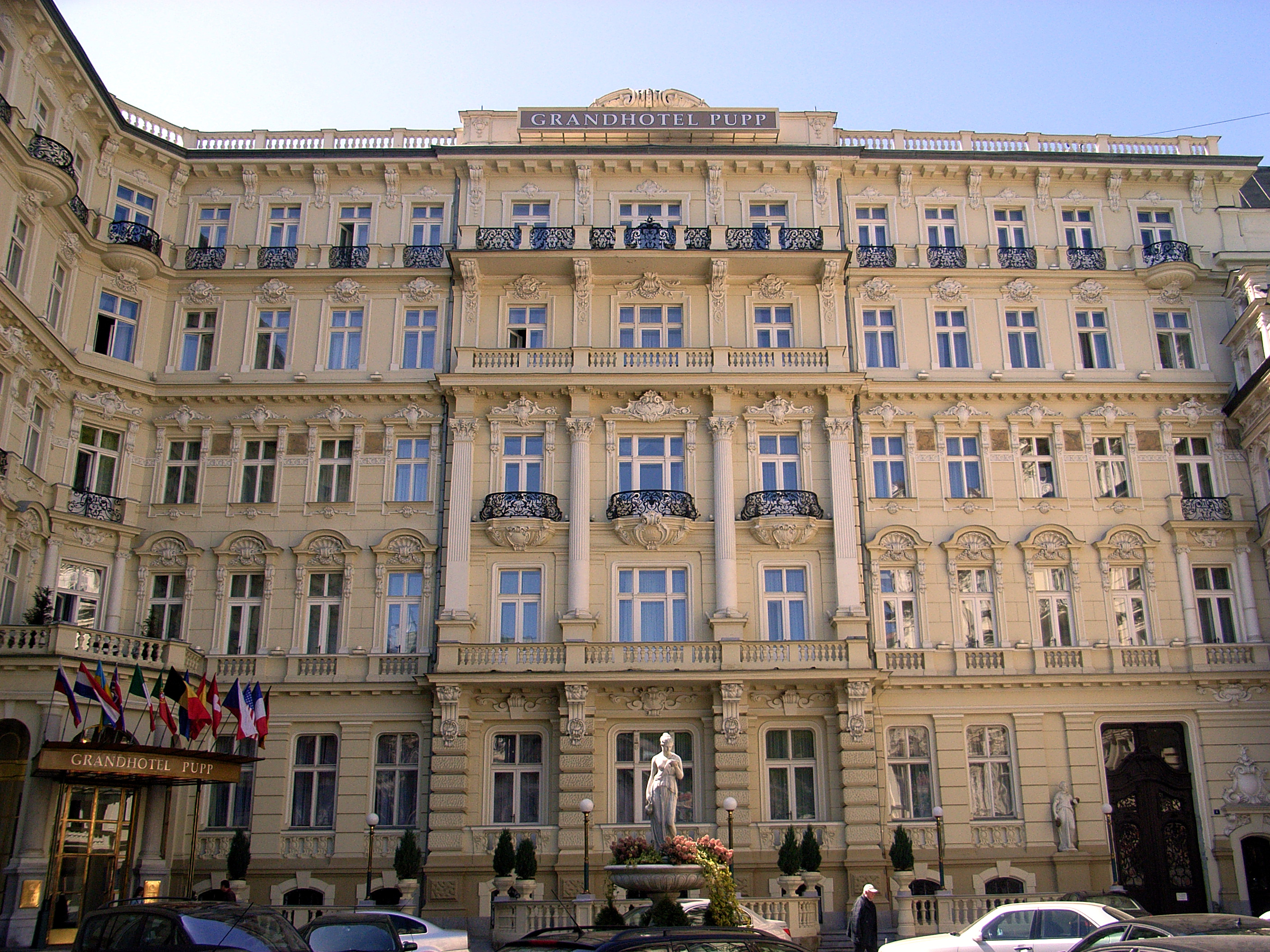
O Grandhotel Pupp sirveu de localização para o Hotel Splendide na filme.

### Efeitos
Ao criar a sequência de créditos iniciais para o filme, o desenhista gráfico Daniel Kleinman se inspirou na capa da primeira edição britânica de Casino Royale, que tinha o desenhos originais de Ian Fleming: um baralho com oito corações vermelhos com sangue. Kleinman disse: "Os corações não apenas representam as cartas, mas as aflições de cada relação amorosa que Bond tinha. Então eu peguei isso como inspiração para usar gráficos de baralhos de maneira diferente nos créditos", como paus representando a fumaça de uma arma e artérias cortadas despejando vários pequenos corações de copas. Ao criar as imagens sombreadas da sequência, Kleinman digitalizou imagens de Craig e dos dublês do filme em um sistema de efeitos visuais: as silhuetas dos atores foram incorporadas em mais de 20 cenas digitalmente animadas mostrando padrões de cartas intrincados e inovativos. Kleinman decidiu não usar as silhuetas de mulheres semi nuas comumente vistas através das sequências de créditos dos filmes de Bond, considerando que as mulheres não se encaixavam tanto no espírito do filme quanto na história do Bond se apaixonando.
Para o resto do filme, o supervisor de efeitos especiais e efeitos de miniatura, Chris Corbould, retornou para um estilo mais realista de produção e para efeitos digitais reduzidos. De acordo com Corbould, "computação gráfica é uma grande ferramenta e pode ser bem útil, mas vou lutar com unhas e dentes, se necessário, para produzir algo real. É a melhor maneira". Três sequências que envolviam primariamente efeitos físicos foram a perseguição em Madagascar, a perseguição no aeroporto de Miami e a casa veneziana que afunda; com os cenários localizados no Grand Canal e no Pinewood Studios.
Estava inicialmente no cronograma as cenas na construção de Madagascar, filmadas nas Bahamas no local de um hotel abandonado que Michael G. Wilson conheceu em 1977, durante as gravações de The Spy Who Loved Me. Na sequência, Bond dirige uma escavadera em direção ao prédio, batendo em um muro de concreto para tentar derrubar Mollaka. O time de dublês construiu um modelo e criou vários modos onde a escavadeira poderia bater no concreto e derrubar o pilar que estava por baixo. Uma seção do muro foi removida para se encaixar com a escavadeira e reforçada com aço.
A sequência no Aeroporto Internacional de Miami, foi parcialmente filmada em um aeródromo em Surrey, com algumas imagens dos aeroportos de Praga e Miami. Ao filmar uma cena onde a força de uma turbina de um avião faz um carro de polícia voar alto, os diretores da segunda unidade Ian Lowe, Terry Madden e Alex Witt usaram um guindaste com cabos de aço presos a traseira do carro para movê-lo para trás e para cima no momento da extensão máxima, movendo o veículo para longe do avião.
O avião Skyfleet S570 do filme era um Boeing 747-200, que pertencia a British Airways, que teve suas turbinas removidas e foi modificado para ter a aparência desejada para o filme. A aeronave modificada teve suas turbinas externas substituídas por tanques de combustível e suas turbinas internas substituídas por um modelo de turbinas duplas. A cabine foi alterada para fazer o 747 parecer um protótipo de avião moderno.

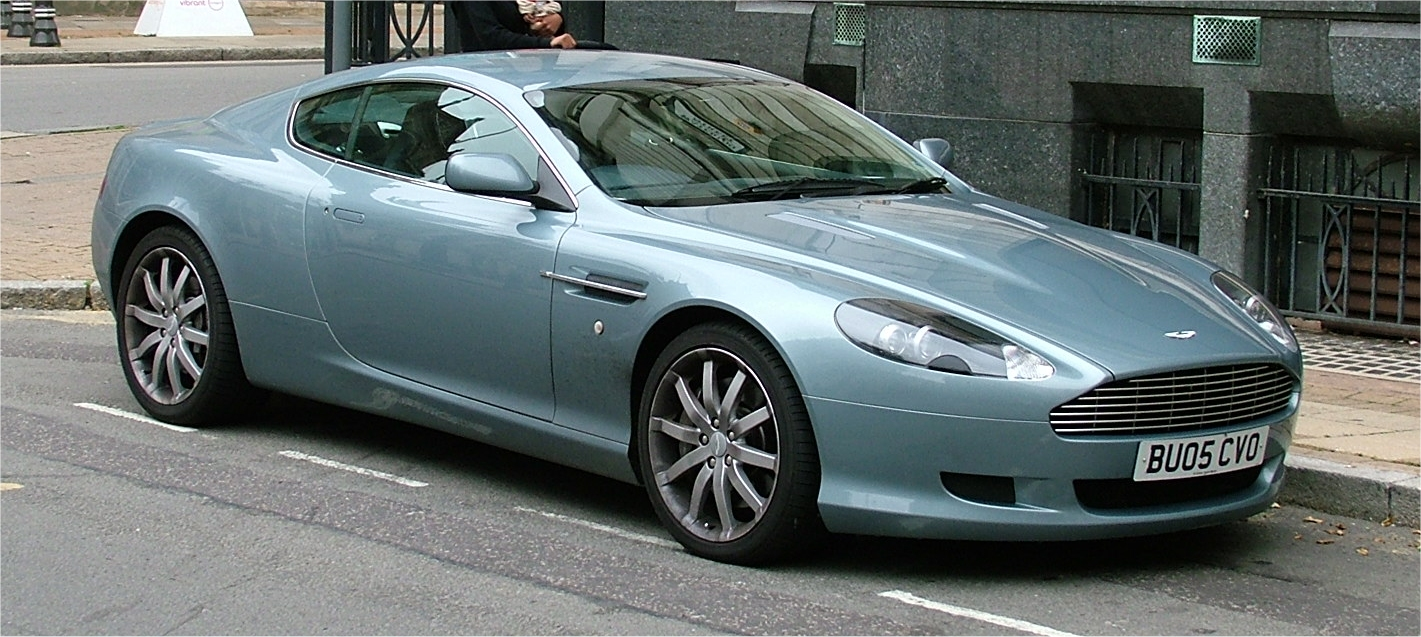
A equipe decidiu modificar um modelo Aston Martin DB9 para fazer parecer com o automóvel de 007; a cena do acidente de carro, foi criada para usar um Aston Martin que realiza um total de sete giros, passando a ser considerado como um novo record mundial no começo de novembro de 2006.

O afundamento da casa veneziana no clímax do filme teve a maior estrutura mecânica já construída para um filme de Bond. Para cena onde Bond segue Vesper para dentro da casa em obras suportada por balões infláveis, um tanque foi construído no Estúdio 007 em Pinewood, consistindo na piazza veneziana e o interior de um prédio dilapidado de três andares. A estrutura mecânica que continha o cenário da casa, pesando por volra de 90 toneladas, incorporava válvulas eletrônicas e hidráulicas que eram controladas por computador devido a dinâmica do movimento dentro do sistema de dois eixos. O mesmo sistema de computador também controlou o modelo exterior que o time de efeitos construiu em uma escala de 1 para 3 para filmar o prédio afundando dentro do canal. O elevador dentro da estrutura poderia ser submergido em 5,8 m de água, e usava compressores para regular o movimento.
Na época das filmagens, a Aston Martin ainda estava nas fases finais de desenvolvimento do DBS. A cena envolvendo o acidente de carro foi criada para usar um Aston Martin DB9 especialmente modificado para se parecer com o Aston Martin DBS V12 de Bond, sendo reforçado para aguentar impacto. Devido ao baixo centro de gravidade do veículo, uma rampa de 450 mm teve de ser colocada na pista de testes de Millbrook, com Ben Collins, o dublê que fez a proeza, tendo que disparar um canhão de ar localizado atrás do banco do motorista no momento certo para fazer o carro capotar. A uma velocidade de 113 km/h, o carro capotou sete vezes enquanto estava sendo filmado, e foi confirmado pelo Guinness Book of Records em 5 de novembro de 2006 como um novo recorde mundial.

### Trilha sonora

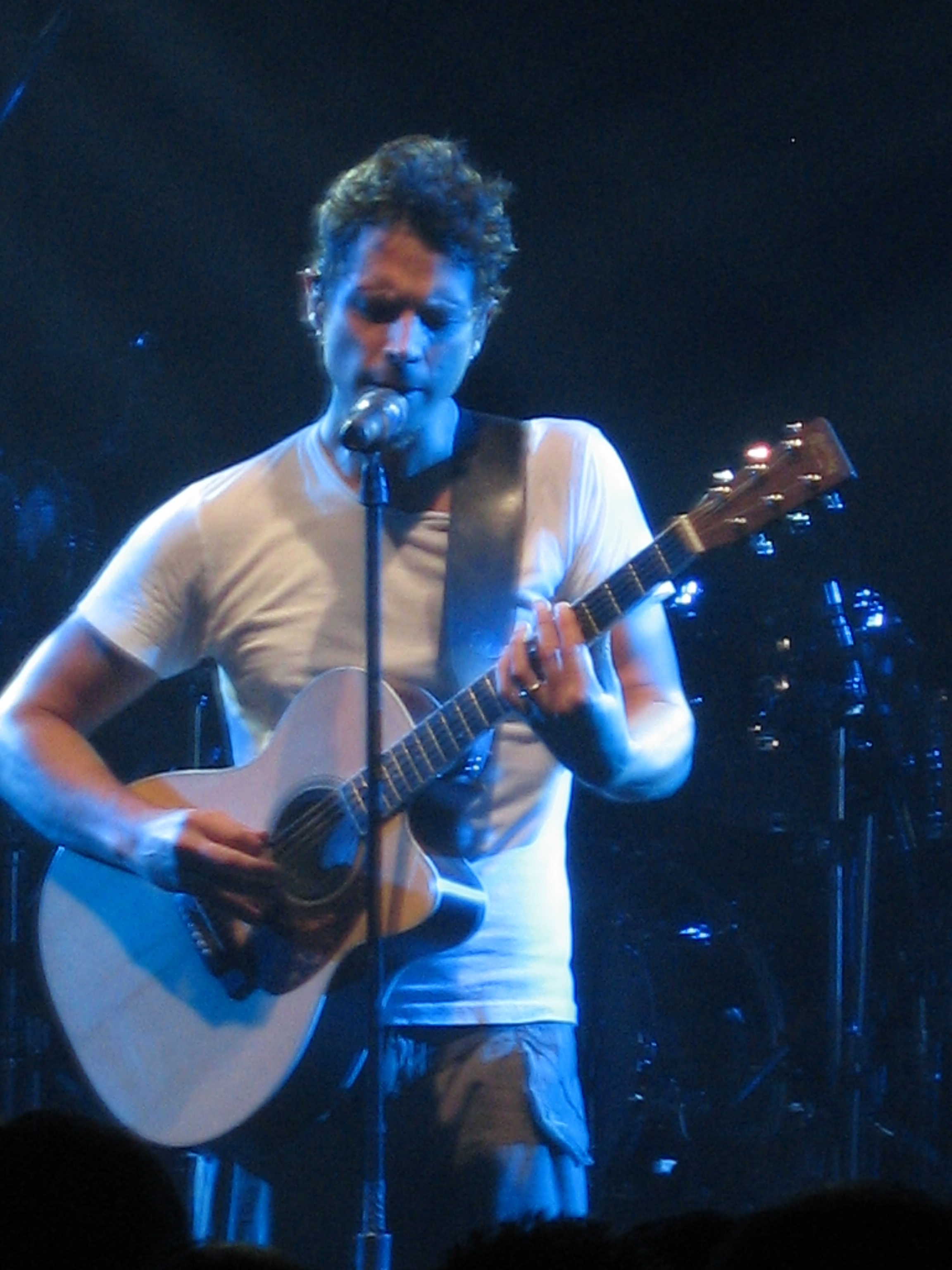
O cantor estadunidense Chris Cornell compôs o tema You Know My Name depois de que Lia Vollack, presidente da área musical da Sony Pictures, o convidou a criar uma canção para um novo filme de Bond que refletiria "o novo enfoque dramático do personagem por meio de um forte intérprete masculino".

Sony Classical Records lançou a trilha sonora de Casino Royale em 14 de novembro de 2006, foi composta por David Arnold, seu quarto filme de Bond, enquanto Nicholas Dodd orquestrou e regeu a trilha. Arnold deixou que o tradicional tema de James Bond, escrito por Monty Norman, fosse construído pelo filme, mostrando a imaturidade do personagem, antes de aparecer em sua forma completa nos créditos finais. Os produtores Wilson e Broccoli anunciaram em 26 de julho de 2006 que Chris Cornell, ex vocalista do Audioslave e Soundgarden, compôs junto com Arnold e cantaria a canção tema do filme, "You Know My Name". As notas principais desta canção podem serem ouvidas ao longo do filme como uma peça de reposição para a composição musical tradicional de James Bond. A melodia clássica somente se reproduz durante os créditos finais para simbolizar o final da busca de seu carácter.
Cornell colaborou com Arnold na composição da trilha sonora; "You Know My Name" é a primeira canção desde Octopussy em utilizar uma denominação distinta a do filme correspondente, enquanto que Cornell também se tornou o primeiro artista masculino desde a banda A-ha, em The Living Daylights de 1987. Da mesma maneira, é o quarto tema musical de 007 (atrás do tema de abertura de Dr. No, a canção instrumental de On Her Majesty's Secret Service e a composição "All Time High" de Octopussy) para não fazer referência ao título do filme em seu conteúdo. O repertório foi completado na manhã de 11 de outubro de 2006, sendo lançado um mês depois nos mercados.
Embora "You Know My Name" não tenha sido incluída no álbum musical, este foi distribuído separado como um single a partir de 11 de dezembro de 2006 e mais tarde incluído no álbum de Cornell Carry On. Mas numerosos motivos da canção serviram como tema musical do agente 007 no filme, como nas faixas "I'm the Money" e "Aston Montenegro". Deve ser mencionado que alguns cortes musicais originalmente concebidos para o filme mas que não foram incluídas na trilha sonora estão disponíveis em download digital através da loja virtual iTunes Store.
| N.º | Título                        | Duração |  |
| 1.  | "License: 2 Kills (*)"        | 2:38    |  |
| 2.  | "Reveal LeChiffre (*)"        | 1:25    |  |
| 3.  | "Mongoose VS. Snake (*)"      | 1:16    |  |
| 4.  | "Bombers Away (*)"            | 0:27    |  |
| 5.  | "African Rundown"             | 6:52    |  |
| 6.  | "Nothing Sinister"            | 1:27    |  |
| 7.  | "Push Them Overboard (*)"     | 0:27    |  |
| 8.  | "Unauthorised Access"         | 1:08    |  |
| 9.  | "Blunt Instrument"            | 2:22    |  |
| 10. | "CCTV"                        | 1:29    |  |
| 11. | "Solange"                     | 0:59    |  |
| 12. | "Bedside Computer (*)"        | 0:41    |  |
| 13. | "Trip Aces"                   | 2:06    |  |
| 14. | "Miami International"         | 12:42   |  |
| 15. | "Beep Beep Beep Bang (*)"     | 0:37    |  |
| 16. | "I'm the Money"               | 0:27    |  |
| 17. | "Aston Montenegro"            | 1:03    |  |
| 18. | "Dinner Jackets"              | 1:52    |  |
| 19. | "The Tell"                    | 3:23    |  |
| 20. | "Inhaler (*)"                 | 0:27    |  |
| 21. | "Stairwell Fight"             | 4:12    |  |
| 22. | "Vesper"                      | 1:44    |  |
| 23. | "Bond Loses It All"           | 3:56    |  |
| 24. | "Brother From Langley (*)"    | 1:41    |  |
| 25. | "Dirty Martini"               | 3:49    |  |
| 26. | "Bond Wins It All"            | 4:32    |  |
| 27. | "The End of an Aston Martin"  | 1:30    |  |
| 28. | "Prelude To A Beating (*)"    | 1:17    |  |
| 29. | "The Bad Die Young"           | 1:18    |  |
| 30. | "Coming Round (*)"            | 1:11    |  |
| 31. | "I'm Yours (*)"               | 1:04    |  |
| 32. | "City of Lovers"              | 3:30    |  |
| 33. | "The Switch"                  | 5:07    |  |
| 34. | "Fall of a House in Venice"   | 1:53    |  |
| 35. | "Running To The Elevator (*)" | 0:28    |  |
| 36. | "Death of Vesper"             | 2:50    |  |
| 37. | "The Bitch Is Dead"           | 1:05    |  |
| 38. | "The Name's Bond… James Bond" | 2:49    |  |

Nota: As canções marcadas com um (*) são aquelas que não foram lançadas como parte da trilha sonora original, e somente se encontram disponíveis para download por meio do iTunes Stores.

## Recepção

### Lançamento

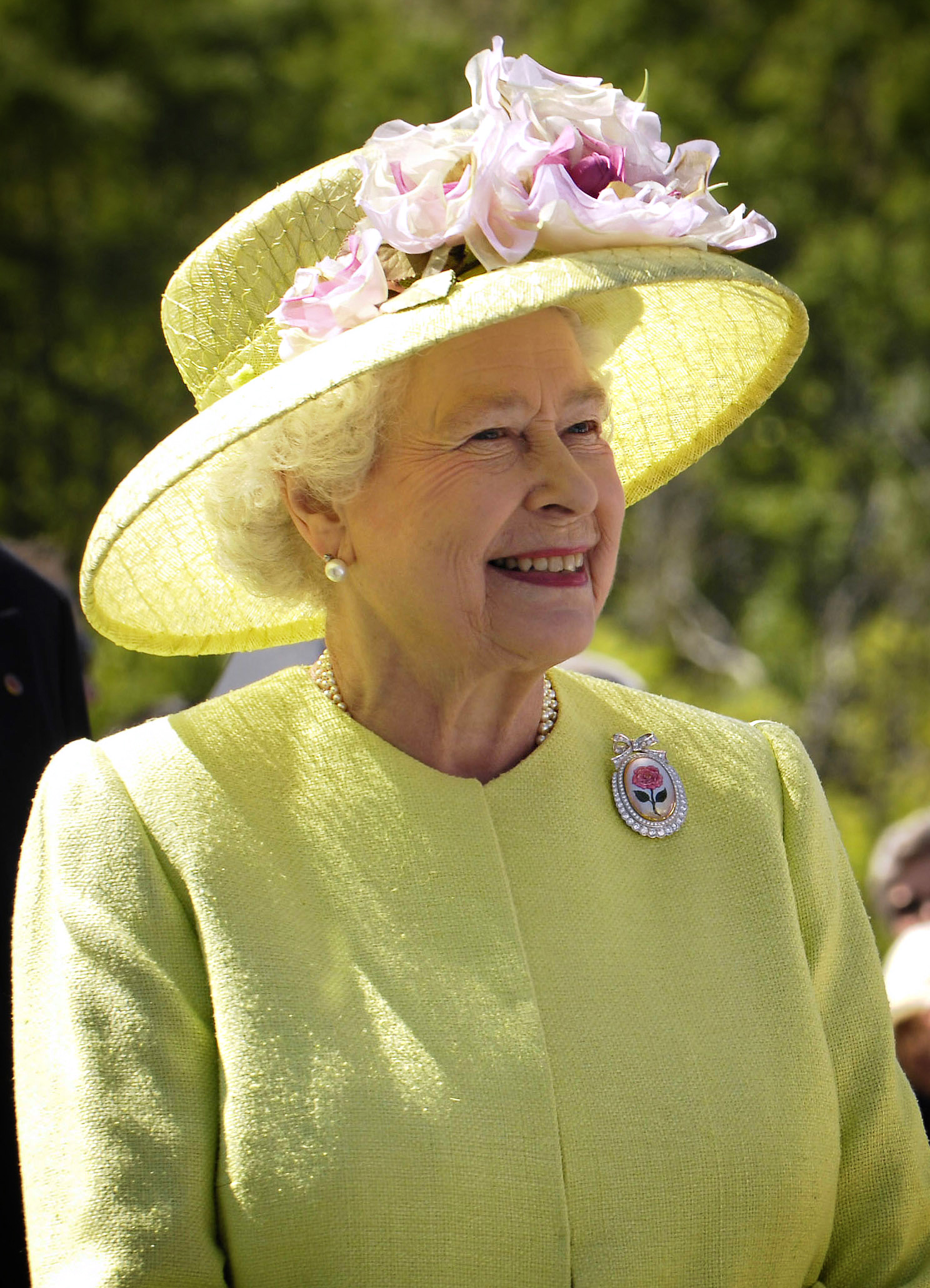
A rainha Isabel II e o príncipe Filipe, Duque de Edimburgo, estiveram presentes na exibição, sendo essa a terceira vez que a Rainha vai a uma estreia de um filme de Bond, depois de You Only Live Twice, em 1967, e Die Another Day, em 2002.

Casino Royale estreou na Odeon Leicester Square, na Odeon West End e no Empire simultaneamente em Londres no dia 14 de novembro de 2006. A estreia marcou o 60º Royal Film Performance and benefited the Cinema & Television Benevolent Fund (CTBF), cuja patrocinadora, a rainha Isabel II, junto com o príncipe Filipe, Duque de Edimburgo, estiveram presentes na exibição, sendo esta a terceira vez que a Rainha vai a uma estreia de um filme de Bond, depois de You Only Live Twice, em 1967, e Die Another Day, em 2002. Junto com o elenco e a equipe, várias celebridades e 5.000 convidados pagantes estiveram na plateia, metade da arrecadação foi para o CTBF.
Dois dias depois da estreia, cópias piratas do filme começaram a aparecer à venda em Londres. "A rápida aparição deste filme nas ruas mostra a sofisticação e organização por trás do pirateamento no Reino Unido", disse Kieron Sharp, da Federation Against Copyright Theft. Cópias piratas em DVD estavam sendo vendidas por menos de £1.57. O próprio Craig recebeu uma oferta de um DVD do filme enquanto andava anonimamente pelas ruas de Pequim usando chapéu e óculos escuros para não ser reconhecido.
Em janeiro de 2007, Casino Royale se tornou o primeiro filme de Bond a ser exibido nos cinemas da China. A versão chinesa foi editada antes do lançamento, com a referência a Guerra Fria redublada e novo diálogo adicionado durante a cena de póquer para explicar o processo do Texas hold 'em, já que o jogo é pouco familiar na China. O filme arrecadou aproximadamente 11,7 de dólares milhões na China desde a sua estreia no dia 30 de janeiro em 468 salas, incluindo um recorde no fim de semana de estreia para um filme não chinês, com 1,5 milhões de dólares.
Depois dos críticos terem chamado Die Another Day de "Um Novo Dia Para Comprar", devido ao fato do filme ter entre 20 patrocinadores com propagandas inseridas na história, a EON limitou as propagandas em Casino Royale. Os parceiros promocionais incluíam a Ford Motor Company, Heineken (com Eva Green como protagonista dos comerciais), Smirnoff, Omega, Virgin Atlantic Airways e Sony Ericsson.

### Bilheterias
Casino Royale conseguiu 2 milhões de libras em ingressos no Reino Unido em seu primeiro dia. Em seu primeiro fim de semana arrecadou um total de 13 400 000 libras. O filme também estreou na República da Irlanda com mais de 1 100 000 euros em suas duas primeiras semanas. Casino Royale arrecadou por volta de 4 200 000 euros na Irlanda. De 16 a 19 de novembro o filme arrecadou mais de 40 000 000 dólares.
Estimativas do primeiro dia nos Estados Unidos e no Canadá, mostravam Casino Royale no topo com 14 750 000 dólares, enquanto estimativas do fim de semana de estreia o mostravam em segundo com 40 600 000 dólares, com mais de 42 milhões de dólares internacionalmente. Apesar de Happy Feet ter vencido a competição geral de bilheteria naquele fim de semana, a comparação das arrecadações é problemática, já que Happy Feet tem quase a metade da duração de Casino Royale; tendo mais exibições por dia, e assim podendo arrecadar mais. Uma melhor indicação das performances relativas dos filmes é que Casino Royale, por cinema, arrecadou mais que Happy Feet, que estava sendo exibido em 370 cinemas a mais. De acordo com o Box Office Mojo, Casino Royale teve uma média de 11 890 dólares por cinema; enquanto Happy Feet teve uma média de 10 918 dólares.
Casino Royale estreou na primeira posição em 27 países, com uma arrecadação de 43 407 886 dólares em seu primeiro fim de semana.
Até 30 de março de 2007, havia arrecadado mais de 466 milhões de dólares estadunidenses em todo o mundo, rompendo o recorde de bilheteria regional e internacional de Die Another Day. Na Índia, o filme manteve o recorde de melhor abertura em seu primeiro fim de semana, obtendo mais de 3,4 milhões de dólares, cifra que se chegou a estimar como a mais alta jamais alcançada por um filme estrangeiro até então.
Na Rússia gerou mais de  4,5 mihões de dólares, convertendo-se no oitavo título estrangeiro com a melhor arrecadação de abertura.
Contando os ajustes de inflação, Casino Royale é atualmente o oitavo filme mais bem sucedido da franquia James Bond. Cabe acrescentar que também obteve o maior rendimento financeiro ajustado pela inflação para um filme de 007 desde 1977. O filme teve as seguintes arrecadações durante toda a exibição a nível internacional:
| País                                           | Bilheteria (em USD) |
| ---------------------------------------------- | ------------------- |
| Estados Unidos                                 | 167 445 960         |
| Reino Unido República da Irlanda Malta         | 105 932 056         |
| Alemanha                                       | 50 435 057          |
| França · Argélia · Mónaco · Marrocos · Tunísia | 26 908 166          |
| Austrália                                      | 25 391 472          |
| Japão                                          | 18 982 804          |
| Espanha                                        | 12 149 464          |
| Suécia                                         | 11 939 707          |

| País               | Bilheteria (em USD) |
| ------------------ | ------------------- |
| Itália             | 10 760 911          |
| Países Baixos      | 10 559 951          |
| Índia              | 9 000 930           |
| Noruega            | 8 009 248           |
| Brasil             | 6 655 927           |
| México             | 6 492 100           |
| Nova Zelândia Fiji | 4 130 040           |
| África do Sul      | 3 198 272           |
| Taiwan             | 3 090 700           |
| Argentina          | 1 385 218           |

### Reação da crítica

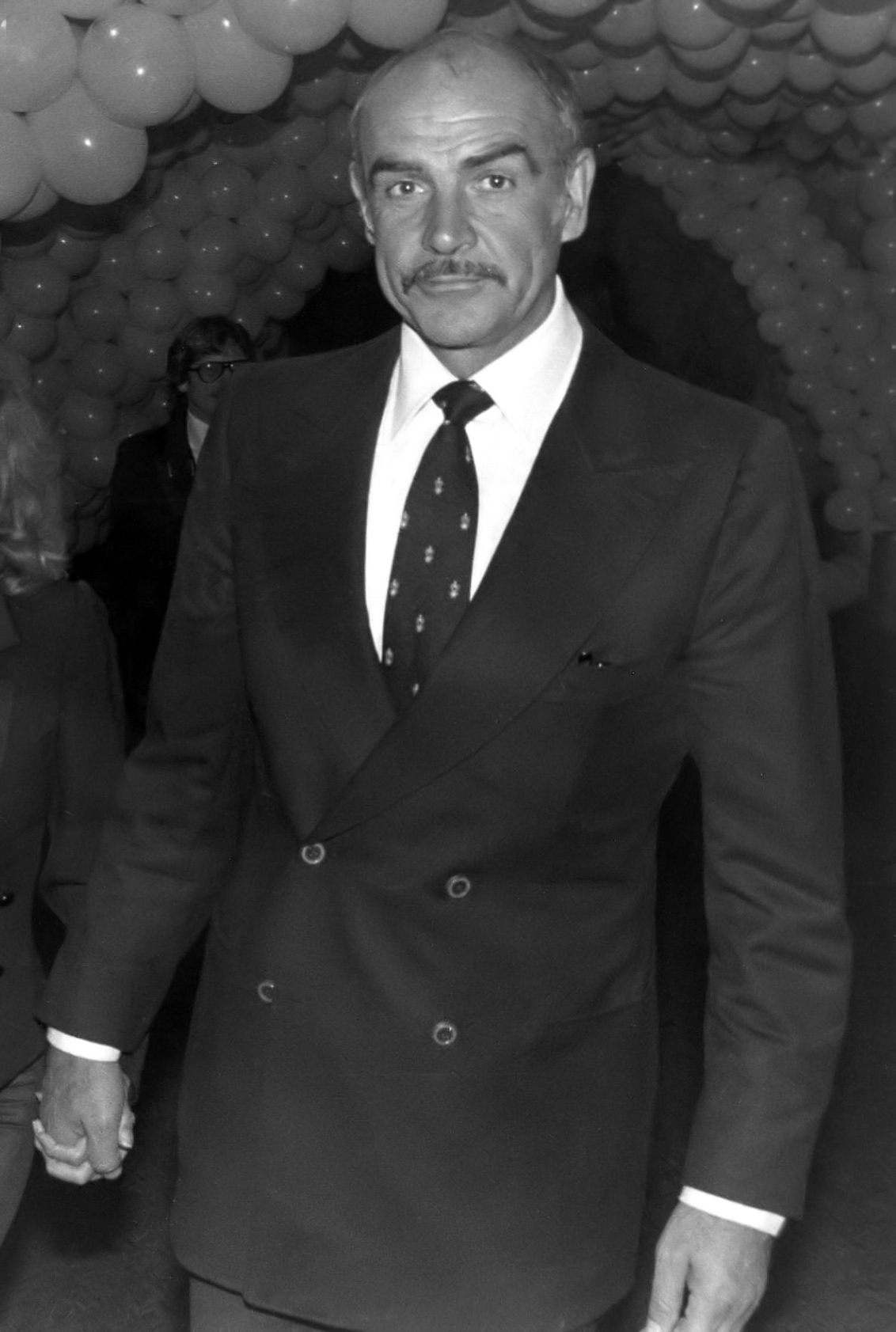
O ator escocês Sean Connery interpretou James Bond em sete filmes a partir de Dr. No, em 1962. No início, Fleming considerou que "Connery não era o Bond que ele havia concebido em suas criações", embora após ver sua participação no referido filme, mudou de opinião. Alguns meios, como The Daily Telegraph, concluiram que Craig havia feito uma interpretação comparável a de Connery.

A crítica avaliou o filme com notas positivas, particularmente pela atuação e credibilidade de Craig. Durante a produção, este aspecto havia sido sujeito a debate pela imprensa e o público em geral pois, para muitos, Craig não se encaixava na imagem alta, morena e cortês do 007, que Ian Fleming concedeu originalmente para o personagem. O jornal britânico The Daily Telegraph comparou a qualidade na caracterização de Craig com a de Sean Connery, catalogando também o roteiro como uma "escrita inteligente", ao perceber que o filme havia se distanciado das convenções da série. Por sua vez, The Times comparou positivamente a atuação de Craig com a de Timothy Dalton, considerando como "inquietante" a ação do filme; outro crítico do The Sunday Times ovacionou especificamente a cena do guindaste e, Madagascar. As avaliações de Paul Arendt (de BBC Films), Kim Newman (de Empire) e Todd McCarthy (de Variety), descreveram Craig como o primeiro ator a realmente incorporar o James Bond original de Ian Fleming nos livros: irônico, brutal e frio.
Casino Royale foi descrito como retorno de James Bond a "suas raízes", similar a From Russia With Love, onde o foco era no personagem e no enredo e não nos dispositivos de alta tecnologia e efeitos visuais que foram altamente criticados em Die Another Day. No website Rotten Tomatoes, o filme possui um indíce de aprovação de 94%, baseado em 214 resenhas. O consenso é: "Casino Royale retira a estupidez dos dispositivos que infectaram os recentes filmes de James Bond, e Daniel Craig entrega o que os fãs e críticos estavam esperando: uma cáustica, atormentada e intensa reinvenção de 007". É o quarto melhor filme de Bond ranqueado no Rotten Tomatoes. No site Metacritic, o filme tem um índice de 81/100, baseado em 38 críticas, indicando "aclamação universal". A Entertainment Weekly escolheu o longa como o quinto melhor da série, e Vesper Lynd como a quarta melhor Bond Girl da franquia. Alguns colunistas e críticos ficaram tão impressionados com a performance de Craig que o consideraram um candidato viável a uma indicação ao Oscar. Roger Ebert deu ao filme uma classificação máxima de quatro estrelas, a primeira que concedeu a a qualquer filme de Bond. Em sua crítica, escreveu que "Craig interpreta a um magnífico Bond", "que da a sensação de um homem duro, ferido pela vida e seu trabalho, e a quem não importa-lhe se as pessoas são boas ou más", observando também que a adaptação "tem as respostas para todas as minhas queixas apresentadas à James Bond á 45 anos", especificamente "por quê nada parece ter emoções reais em algum filme de 007". Roger Moore escreveu, "Daniel Craig me impressionou tanto em seu filme de estreia, Casino Royale, introduzindo mais energia e brutalidade ao personagem que eu achei que Sean talvez tenha passado. A interpretação de Craig não foi semelhante a nada que eu tenha visto antes; Jimmy Bond estava ganhando suas listras e cometendo erros. Foi intrigante vê-lo sendo castigado por M, como um desobediente estudante seria por seu mestre. O roteiro o mostrou como um personagem vulnerável, problemático e cheio de falhas. Bem o oposto do meu Bond! Craig era, e é, muito mais o Bond que Ian Fleming descreveu nos livros - uma implacável máquina de morte. Era o Bond que o público queria". Moore ficou tão impressionado que ele acabou comprando o DVD do filme.
No entanto, houve algumas críticas negativas a respeito. Embora Michael Medved o avaliou com três de quatro estrelas, descrevendo que era uma adaptação "intrigante, audaz e muito original [...] mais credível e menos caricatural do que extravagâncias anteriores de 007", comentou que "em ocasiões se torna lento, algo que poderia frustrar alguns seguidores de Bond". De maneira similar, um crítico do britânico The Sun aclamou o filme por sua obscuridade e atuação de Craig, embora sentiu que "como o livro, sofre de uma falta de intensidade na história", acrescentando que requeria de uma edição adicional, especificamente do segmento final. Outros como Emanuel Levy perceberam que o final era muito extenso, e que os vilãos terroristas careciam de profundidade, apesar de contrariamente elogiarem Craig, dando uma pontuação de B+ a nível geral. Contudo, no caso do britânico Tim Adams (de The Observer), houve algumas críticas geralmente desfavoráveis para Casino Royale; Adams observou que o filme tinha sido preparado para ser desconfortável em uma tentativa de fazer mais obscura a série.
Vicky Allan de Sunday Herald notou que Bond, e não seus interesses românticos, era objetivado sexualmente nesta adaptação. A cena onde ele se levanta do oceano evoca a de Ursula Andress em Dr. No; ele se sente "tocado" pela crítica que Vesper Lynd faz de sua pessoa; "e apesar de que seria quase inconcebível que tivéssemos uma personagem feminina em um filme popular que ficasse nua e fosse ameaçada de mutilação genital, isto é o que exatamente acontece com Bond [no filme]". Assim, embora o filme mantêm válida a crítica do tratamento das Bond girls como objetos sexuais, "o outrora invencível James Bond passa a se tornar apenas uma outra conjuntura no mercado da carne". Este sentimento é compartilhado por James Chapman da Universidade de Leicester, autor de License to Thrill, que considerou que o Bond de Craig "ainda não é o artigo esmerado"; Chapman sentiu que sua encarnação de Bond se assemelha ao de Fleming porque tem "menos sentido do humor", embora difere em que "o Bond de Fleming não gosta de assassinar; enquanto o Bond de Craig parece quase entusiasmado com essa mesma ideia". A cena de Bond vestindo traje de banho foi catalogado como uma das sequências masculinas mais atraentes pelo público, enquanto que, em 2009, Del Monte Foods lançou um picolé moldado de modo que se assemelha a Craig emergindo do mar. Um ano antes, em 2008, Entertainment Weekly listou Casino Royale como um dos vinte melhores filmes do primeiro quarto do século XXI.
Igualmente positiva foi a crítica do crítico brasileiro, Pablo Villaça, que deu cinco estrelas em cinco, dizendo: " 007 – Cassino Royale é uma aventura espetacular: repleto de sequências de ação fabulosas", e que "o cineasta Martin Campbell jamais permite que o ritmo da narrativa diminua e faz questão absoluta de ressaltar as conseqüências dos riscos assumidos por todos", ele também criticou a extensão da sequência final mas concluiu dizendo que Casino Royale era um dos melhores filmes da série e que Craig poderia desafiar a posição de Sean Connery como o melhor interprete de James Bond. Na América espanhola, o jornal argentino La Nación comentou que a eleição de Craig havia sido um dos maiores acertos de casting dentro do filme de ação de grande escala: "A inclusão de Craig dá sangue novo, o carisma, a modernidade e muitas nuances de uma saga que, com vinte filmes anteriores em suas costas, já havia se tornado demasiado previsível, artificial e auto-referencial". No entanto, ele acrescentou que "a última hora de duração é muito confusa e derivativa". Por sua vez, o jornal mexicano El Universal, através de sua seção "Estampas", fez uma resenha descritiva da produção do filme onde mencionou que "Craig faz um pouco de tudo o que se espera de 007, o cerebral agente secreto que —depois de 20 filmes— não parecia ter mais segredos para seus fãs".

### Prêmios e indicações
No British Academy of Film and Television Arts de 2006, Casino Royale venceu o Prêmio de Melhor Som (Chris Munro, Eddy Joseph, Mike Prestwood Smith, Martin Cantwell e Mark Taylor) e o Orange Rising Star Award, vencido por Eva Green. O filme foi indicado a outros oito BAFTAs, o Prêmio Alexander Korda de Melhor Filme Britânico, Melhor Roteiro (Neal Purvis, Robert Wade e Paul Haggis), Prêmio Anthony Asquith de Melhor Música (David Arnold), Melhor Fotografia (Phil Méheux), Melhor Edição (Stuart Baird), Melhor Desenho de Produção (Peter Lamont e Simon Wakefield), Melhor Realização em Efeitos Visuais Especiais (Steve Begg, Chris Corbould, John Paul Docherty e Ditch Doy) e Melhor Ator (Daniel Craig). Isso fez de Craig o primeiro ator na história a receber uma indicação ao BAFTA por interpretar James Bond. Ele também recebeu o Prêmio de Melhor Ator do jornal Evening Standard.
Casino Royale venceu o Prêmio de Excelência em Direção de Arte do Sindicato dos Diretores de Arte (Peter Lamont), e a canção "You Know My Name" venceu o International Press Academy Satellite Award de Melhor Canção Original. O filme foi indicado a cinco Saturn Awards nas categorias de Melhor Ator (Daniel Craig), Melhor Atriz Coadjuvante (Eva Green), Melhor Roteiro (Neal Purvis, Robert Wade e Paul Haggis), Melhor Música (David Arnold), vencendo na categoria de Melhor Filme de Ação/Aventura/Thriller. Vários membros da equipe receberam o Taurus World Stunt Awards em 2007, incluindo Gary Powell para Melhor Cordenação de Dublês e Ben Cooke, Kai Martin, Marvin Stewart-Campbell e Adam Kirley para Melhor Trabalho em Alturas. Raymond Benson, autor de nove livros de Bond, chamou Casino Royale de "um perfeito filme de Bond". Em 2008, a Empire elegeu Casino Royale como o #56 "Melhor Filme de todos os Tempos", em uma pesquisa realizada com 10.000 leitores, 150 cineastas e 50 críticos de cinema.

## Home media
Casino Royale foi lançado nos Estados Unidos simultaneamente em DVD, UMD e Blu-ray em 16 de março de 2007. Nesse mesmo dia, apareceu no Reino Unido nos formatos de DVD e Blu-ray. Tanto a edição em DVD como a de Blu-ray romperam records de venda: a versão para a região um deste último se converteu no título com maiores vendas em alta definição até a data, vendendo mais de 100,000 cópias desde sua aparição. Por outro lado, a região dois do DVD alcançou um record por haver vendido a maior quantidade de cópias durante sua primeira semana de comercialização. Adicionalmente, foi apresentada uma cópia da edição Blu-ray de Casino Royale aos primeiros 500,000 usuários PAL de Playstation 3 que se registraram na comunidade PlayStation Network. O lançamento em DVD incluiu o vídeo musical oficial para o filme e três documentários onde se explica como se escolheu Daniel Craig para assumir o papel estelar, além de relatar anedotas relacionadas com a filmagem. Da mesma forma, contém uma versão expandida do documentário Bond Girls Are Forever em que se incorporaram novas entrevistas com os membros do elenco do filme.
Em 18 de outubro de 2008 apareceu uma edição de três discos no Reino Unido; na semana seguinte, esta mesma foi lançada em território estadunidense. Junto com os elementos presentes na edição de 2007, a edição de coleção contém um comentário em áudio, cenas eliminadas, extras e uma comparação entre o storyboard e a edição final do filme. No final de 2008, se distribuiu uma versão Blu-ray de dois discos com materiais adicionais, interatividade melhorada por meio de BD-Live, e uma nova trilha sonora 5,1 Dolby TrueHD, substituindo o 5,1 PCM usado na versão anterior.